# Luc de Heusch
Luc de Heusch (Bruselas, 7 de mayo de 1927-Bruselas, 7 de agosto de 2012) fue un cineasta, escritor y antropólogo belga, profesor emériti en la Universidad Libre de Bruselas. Su película Thursday We Shall Sing Like Sunday de 1967 fue presentada en el Festival de Cine de Moscú.

## Biografía
Luc de Heusch comenzó su carrera en 1947 como asistente de Henri Storck. Desde 1949 a 1951 vivió en una comuna de artistas en los Ateliers du Marais. En 1951, bajo el seudónimo Luc Zangrie, dirigió Perséphone, el único film producido por el movimiento artístico CoBrA.
En 1953 y 1954 realizó un estudio antropológico en el Congo Belga. Al igual que Henri Storck y Charles Dekeukeleire, también hizo películas documentales sobre el Congo. De 1955 a 1992 fue profesor de antropología social y cultural en la Université Libre de Bruxelles